# Ischalia brachyptera
Ischalia brachyptera is een keversoort uit de familie Ischaliidae. De wetenschappelijke naam van de soort is voor het eerst geldig gepubliceerd in 1994 door Nikitsky.